# 숙신황귀비
숙신황귀비 (淑愼皇貴妃, 1859년 12월 24일 ~ 1904년 4월 13일) 부찰씨는, 만주 양황기 기인이며, 원외 낭보수의 딸이자, 건륭제의 효현순황후의 큰아버지 마제의 7대손이며, 청나라 동치제의 황귀비이다.

## 생애
함풍 9년 12월 1일 (1859년 12월 24일)에 태어났다. 동치 11년 때, 나이가 갓 14살이었고, 입궁할 때는 13살도 되지 않았다.
두 궁 황태후는 황후 인선을 놓고 의견이 엇갈렸다. 서태후가 사랑했던 부찰씨는 자색이 수려하고 풍류가 많으며 선량한 사람이었다. 동태후인 자안황태후가 사랑했던 아로특씨는 한림원 시강 숭기의 딸로, 동치제보다 두살 위이자, 자안황태후의 조카였다. 
서태후는 부찰씨가 젊었을 때를 닮아 애정이 많았으며, 또한 서태후의 어머니도 부찰씨라는 이유로 부찰씨를 뽑자고 주장하였고, 동태후는 부찰씨가 아릅답지만 경박하고 호들갑스러워 천하의 어머니가 되기에는 부족하다고 주장하였다. 아로특씨가 단정하고 문신하며 사리에 밝고, 중궁으로 즉위할 수 있었던 것은 사실상 아로특씨가 동태후의 조카이기 때문이다. 두 황태후는 각자 자기 의견을 고수하며 옥신각신하다가 황제의 의견을 따르기로 결정하였다.
동치제는 서태후의 친아들이면서도 서태후를 혐오해 모자의 정이 깊지 않았다. 동태후는 자상하며 동치제를 친자식으로 여기고 배려해 동치제의 사랑과 존중을 받았다. 그래서 황후 선택때 동치제는 동태후의 뜻에 따라 아로특씨를 뽑았다. 동치제가 자신의 뜻을 따르지 않는다고 생각한 서태후는 동치제 이후의 생활에 간섭하는 한편, 부찰씨를 사사건건 우대하여 네 사람은 동시에 입궁하였으나, 서태후는 부찰씨를 혜비로 봉하여 귀비 대접을 하였고, 세 사람중 2명은 빈으로, 한명은 귀인으로 봉해졌다.
청궁의 관례에 따르면 황비 · 궁빈의 책봉례는 황후의 책립례와 같은 날 거행해야 한다. 그러나 동치제의 대혼례는 혜비의 책봉례와 황후의 책립례만 같은 날 치러졌고, 유빈과 순빈의 책봉례는 한 달 뒤에 치러졌다.
동치 13년 (1874년) 11월 15일, 혜비를 황귀비로 진봉해 2계급 승격시켰고, 나머지 3명은 모두 1계급만 올랐다. 동치제가 승하한 지 보름만에 서태후는 부찰씨를 돈의황귀비로 봉했다. 광서 20년 정월, 서태후 60회 생일 전에 그녀를 돈의영경황귀비로 봉했다. 황귀비가 네 글자의 봉호를 받은 것은 그녀가 유일하다.
광서 30년 2월 28일 (1904년 4월 13일), 부찰씨가 46살의 나이로 훙거하였다. 시호는 숙신황귀비이다. 그녀는 광서 31년 9월 21일, 혜릉비원침의 첫 행 정중앙 (기타 두번째 행)에 입장해, 혜릉비원침 내 첫 무덤 주인이자 동치제의 모든 비 중 가장 젊은 나이에 사망하였다. 서태후의 배정에 따라 봉분은 앞줄 가운데 자리 (앞줄의 유일한 묘소)에 있고, 재궁은 석권규격으로 다른 동치제의 비빈 위에 있는 존귀한 위치를 표시하고 있다. 민국 17년 3월 29일, 숙신황귀비의 묘가 도굴되었다.

## 선조
- 부찰 단도
  - 부찰 합례
    - 부찰 덕의주
      - 부찰 왕길노
        - 부찰 만제합
          - 부찰 합십둔
            - 부찰 미사한
              - 부찰 마제
                - 부찰 부덕
                  - 부찰 관등
                    - 부찰 공태
                      - 부찰 혜길
                        - 부찰 봉수
                          - 숙신황귀비 부찰씨

## 숙신황귀비가 나온 영상매체
| 년도 | 제목     | 배우    | 극중 이름 | 극중 호칭      |
| ---- | -------- | ------- | --------- | -------------- |
| 2012 | 대태감   | 실라 쿵 | 부찰 란헌 | 란헌소주, 혜비 |
| 2016 | 말대어의 | 심가흔  | 부찰씨    | 혜귀비         |
| 2012 | 일대요후 | 옌칭위  | 부찰씨    | 혜비           |

## 같이 보기
- 입팔분공